# Molophilus (Molophilus) miraculus
Molophilus (Molophilus) miraculus is een tweevleugelige uit de familie steltmuggen (Limoniidae). De soort komt voor in het Neotropisch gebied.